# Wilhelm Kastner

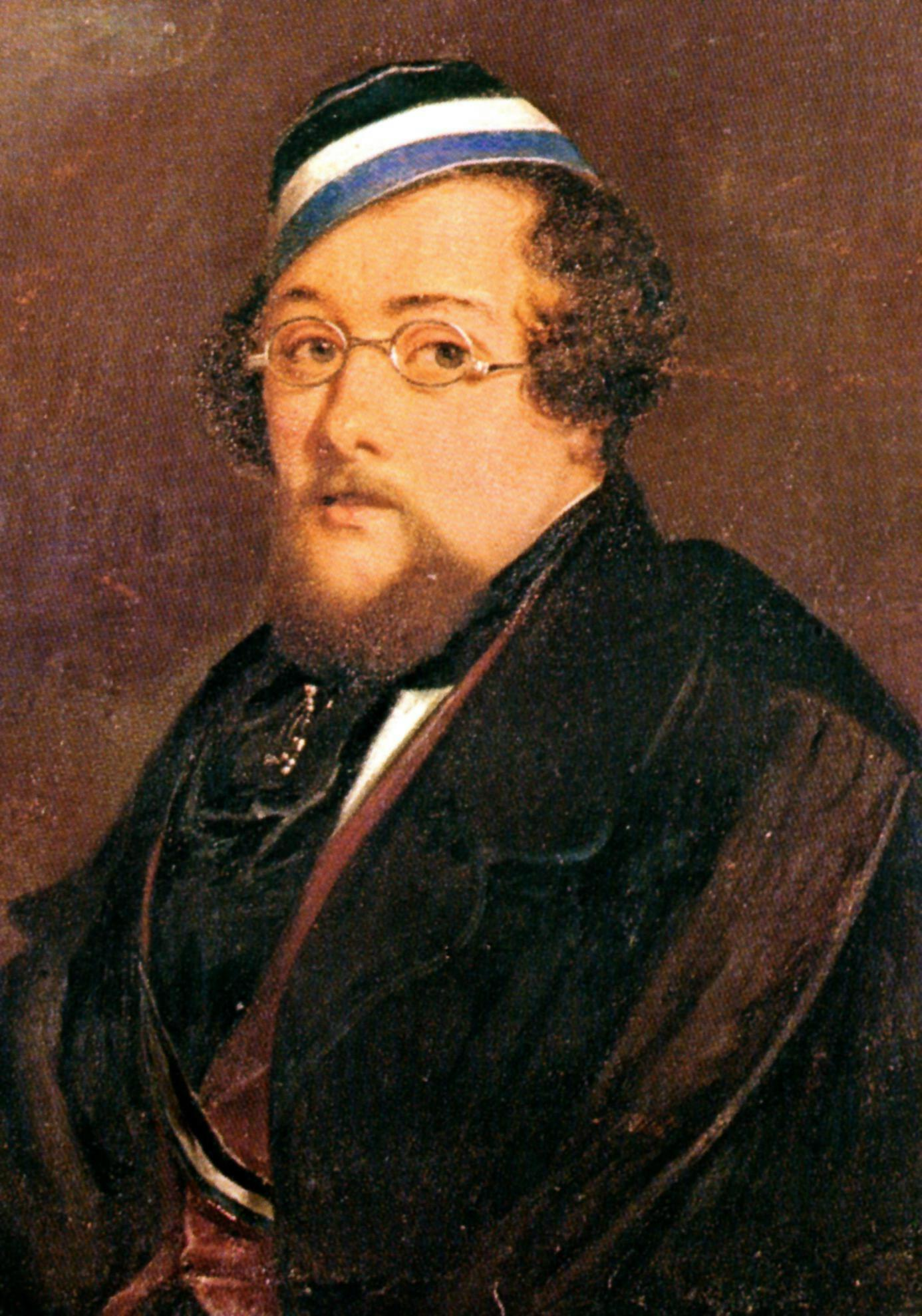
Kastner als Münchner Schwabe

Wilhelm von Kastner (* 10. Mai 1824 in Spalt, Mittelfranken; † 24. Juli 1898 in München)  war ein deutscher Jurist und Reichstagsabgeordneter in Bayern.

## Leben
Kastner studierte ab 1844 Rechtswissenschaft an der Ludwig-Maximilians-Universität München. 1845 wurde er im Corps Suevia München recipiert. Er wechselte dann an die Ruprecht-Karls-Universität Heidelberg. Von 1849 bis 1851 war er Rechtspraktikant. 1863 wurde er Stadtrichter in München, 1880 Ministerialrat. Von 1869 bis 1872 saß er in der Kammer der Abgeordneten des Königreichs Bayern. Für die Liberale Reichspartei vertrat er von 1871 bis 1874 den Reichstagswahlkreis Oberbayern 2 (München II) im Reichstag des Deutschen Kaiserreichs.